# ネルソン・マンデラの死
本項では、ネルソン・マンデラの死について解説する。2013年12月5日、南アフリカ共和国初の黒人大統領となったネルソン・マンデラは、気道感染により95歳で死去した。
アパルトヘイト撤廃と人種間の和解に尽力したマンデラの死は、国内外の注目を集めた。南アフリカ政府は10日間の服喪期間を設け、各地でマンデラを悼む礼拝が行われた。12月10日には、ヨハネスブルグのFNBスタジアムで公式追悼式が開催された。遺体は12月11日から13日までユニオンビルに安置され、15日に東ケープ州クヌで国葬が執り行われた後、同地に埋葬された。

## マンデラの死

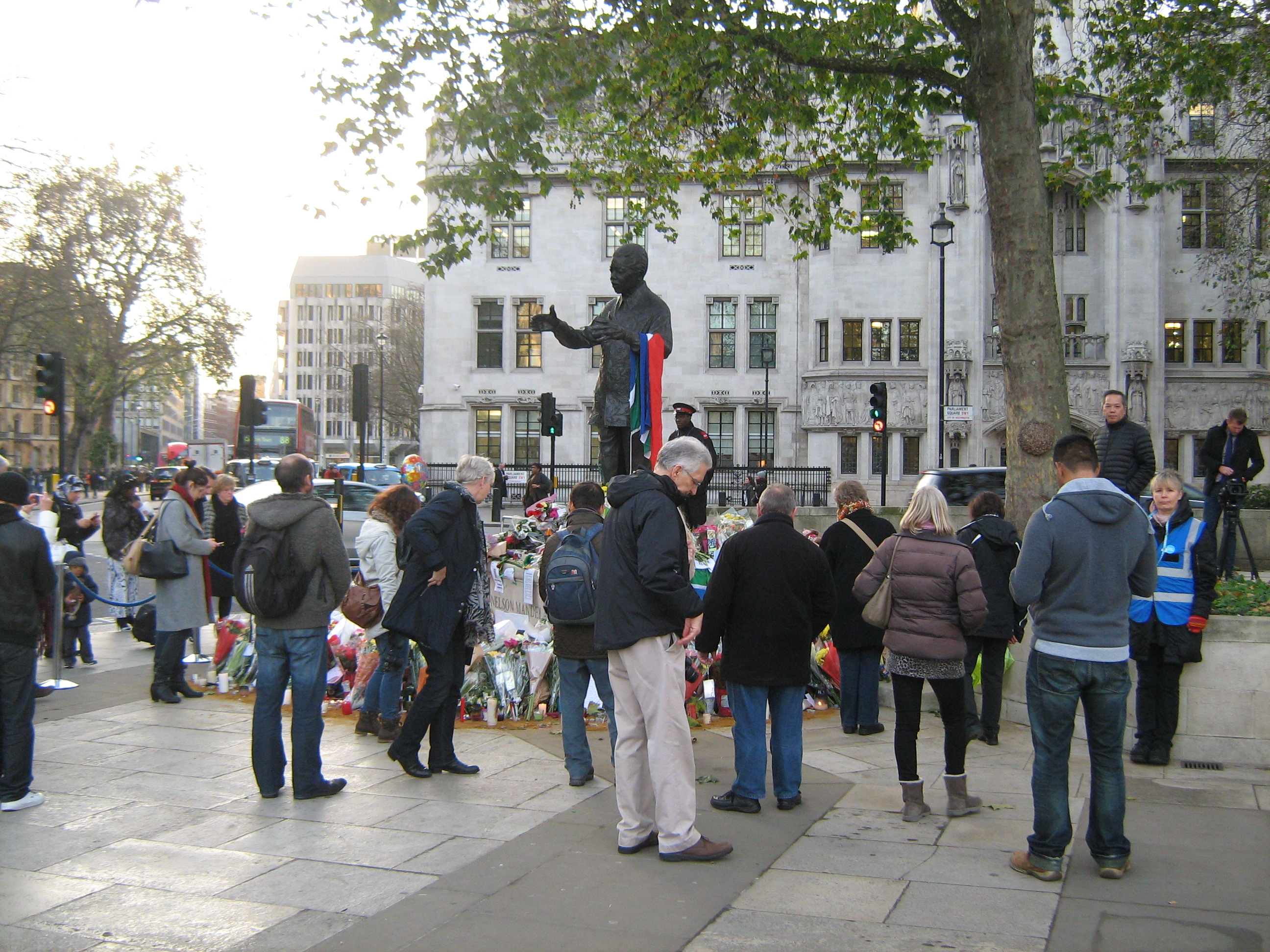
マンデラ像に花を手向ける人々

2011年2月、マンデラは気道感染で短期間入院して国際的な注目を集め、2012年12月には肺感染と胆石除去のため再入院している。2013年上旬に手術は成功したが、肺感染が再発したため再び入院することになった。同年6月に肺感染が悪化して危篤状態に陥り、プレトリアの病院に入院した。ケープタウン大主教タボ・マクゴバは病院を訪れマンデラに祈りを捧げ、大統領ジェイコブ・ズマはモザンビーク訪問を取り止めた。9月にマンデラは退院したが、状態は不安定なままだった。マンデラはヨハネスブルグ・ホートンの自宅で闘病生活を送り、12月5日に家族に看取られて死去し、翌6日にズマにより死去が公表された。
2014年2月3日にマンデラの遺言が公表された。遺言書は2004年に書かれ、2008年に最後の修正が行われていた。マンデラには4,600万ランドの不動産が遺されており、遺産は家族・事務所スタッフ・学校・アフリカ民族会議が相続するように書かれていた。

## 南アフリカ政府主催の追悼行事

### 追悼式
12月6日にマンデラの死去を公表した南アフリカ大統領ズマは、国葬が終わるまでの10日間を服喪期間に指定した。同時に、政府機関の全ての建物に半旗を掲げるように指示を出した。また、12月8日を「祈りと回想の日」として、マンデラの死を悼むように国民に呼びかけた。
12月9日、南アフリカ政府は約91人の各国元首・行政府の長が公式追悼式に出席することを確認した。追悼式は12月10日午前11時からヨハネスブルグのFNBスタジアムで開催された。追悼式には、各国から91人の元首・行政府の長、10人の大統領経験者が出席した。
主な出席者は以下の通り。
皇族・王族
-  - ウィレム＝アレクサンダー王（オランダ国王）
-  - フィリップ王（ベルギー国王）
-  - ウェールズ公チャールズ（プリンス・オブ・ウェールズ）
-  - アストゥリアス公フェリペ（アストゥリアス公）
-  - フレデリック王子（デンマーク皇太子）
-  - ヴィクトリア王女（スウェーデン皇太子）
-  - ホーコン王子（ノルウェー王太子）
-  - 皇太子徳仁親王（日本国皇太子）
-  - ラーニア王妃（ヨルダン王妃）

国家元首
-  - アルマンド・ゲブーザ（モザンビーク大統領）
-  - ヒフィケプニェ・ポハンバ（ナミビア大統領）
-  - マハマドゥ・イスフ（ニジェール大統領）
-  - グッドラック・ジョナサン（ナイジェリア大統領）
-  - モンセフ・マルズーキ（チュニジア大統領）
-  - ヨウェリ・ムセベニ（ウガンダ大統領）
-  - ロバート・ムガベ（ジンバブエ大統領）
-  - マイケル・サタ（ザンビア大統領）
-  - バラク・オバマ（アメリカ合衆国大統領）
-  - プラナブ・ムカルジー（インド大統領）
-  - ジルマ・ルセフ（ブラジル大統領）
-  - フランソワ・オランド（フランス大統領）
-  - マイケル・D・ヒギンズ（アイルランド大統領）
-  - ヨアヒム・ガウク（ドイツ大統領）
-  - ハーミド・カルザイ（アフガニスタン大統領）

政府首脳
-  - モツォアハエ・トーマス・タバネ（レソト首相）
-  - バーナバス・シブシソ・ドラミニ（スワジランド首相）
-  - エンリコ・レッタ（イタリア首相）
-  - 李源潮（中国国家副主席）
-  - デーヴィッド・キャメロン（イギリス首相）
-  - トニー・アボット（オーストラリア首相）
-  - スティーヴン・ハーパー（カナダ首相）
-  - ポーシャ・シンプソン＝ミラー（ジャマイカ首相）
-  - アブドゥッラー・アン＝ヌスール（ヨルダン首相）

#### 手話通訳騒動

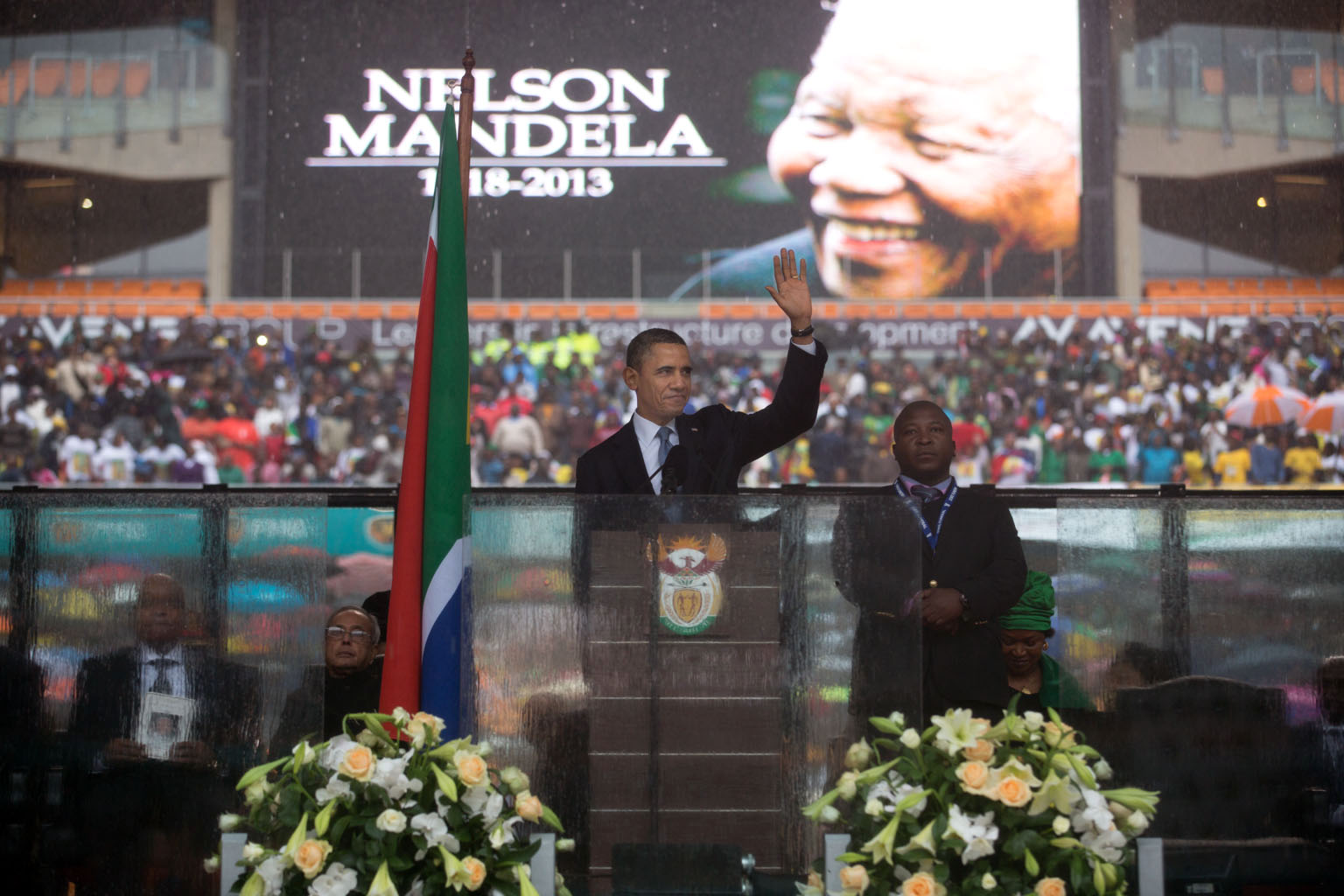
オバマの側に控える「手話通訳」ジャンティ

追悼式で各国首脳が追悼演説を行う壇上の側には聴覚障害者のために手話通訳が控えていたが、手話通訳を務めたタマサンカ・ジャンティの手話がデタラメであることが判明し、「国家の恥」として騒ぎになった。南アフリカ聴覚障害者協会は、ジャンティが「手話通訳を侮辱している」と述べ、「聴覚障害者たちは怒っている」と批判した。デイリー・テレグラフが専門家に解読を依頼したところ、全ての動作が完全にデタラメで、かろうじて意味を成していたのは「子供」という一語だけだったという。これに対し、ジャンティを雇用した経緯や警備上の観点から批判の声が挙がった。
12月12日にジャンティは取材を受け、「統合失調症が原因で幻覚を見たために正確な手話を行うことが出来なかった。大変申し訳なく思っている」と述べた他、「2006年ごろから19か月間精神病院に入院していた」とも述べている。しかし、彼は取材の中で「自分は手話のチャンピオンだ」と発言している。同日、障害者政策担当副大臣は「スピーチの過程で間違いが起きた」ことを認めたが、「彼は基礎的な手話通訳資格を所持しているので、偽物というのは妥当ではありません。彼は最初は上手くやりましたが、次第に疲れてしまいました。以前は裁判所で手話通訳を務め、上手くやりとりしていました」と述べ、ジャンティが偽物であるという指摘は否定した。13日にeNCAテレビはジャンティが過去複数の罪で起訴されたことがあると報じたが、いずれの罪も無罪または起訴が取り下げられている。

#### 米キューバ元首の握手

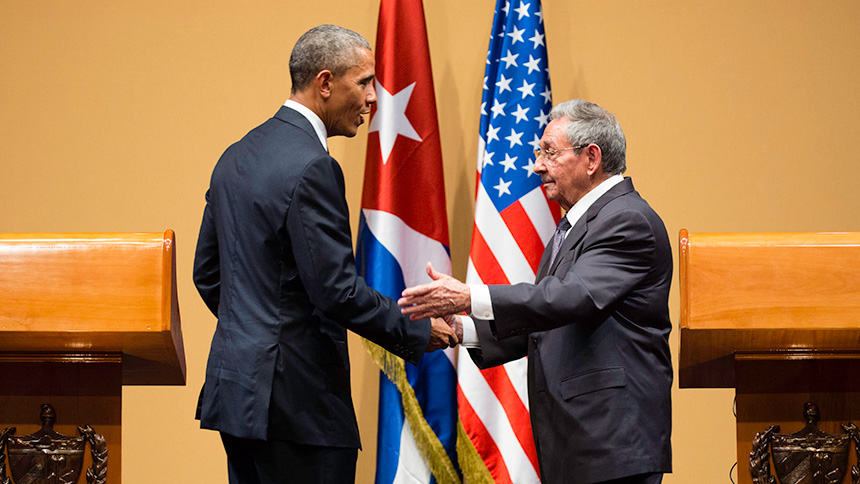
握手するオバマとカストロ（写真は国交正常化後の2016年にハバナで行われた首脳会談時のもの）

アメリカ合衆国大統領バラク・オバマは追悼演説を行う直前、長年対立関係にあるキューバ国家評議会議長ラウル・カストロと握手を交わし、世界の注目を集めた。アメリカ・キューバの元首が握手を交わすのは、2000年に国際連合ミレニアム・サミットでビル・クリントンとフィデル・カストロが握手を交わして以来13年振りのことである。
2人の握手はアメリカでは共和党からの批判を受け、キューバ出身で反カストロ派のイリアナ・ロス・レイティネンは、「握手は単なる握手に過ぎません。しかし、自由主義世界の指導者がラウル・カストロのような独裁者の血塗れの手を握ることは、独裁者のプロパガンダに利用されるだけです」と批判し、ジョン・マケインはミュンヘン会談におけるネヴィル・チェンバレンとアドルフ・ヒトラーの握手と比較して、「握手はラウル・カストロの残忍な独裁体制を継続するためのプロパガンダとなる」と批判した。アメリカ政府は「握手は予定外の行動」と発表したが、キューバ政府は2人の握手を歓迎する声明を発表した。また、2人の握手について、ラウルの兄フィデルも「友好的ながらも毅然とした態度だった」と評価している。

#### 自分撮り写真への批判
オバマ、キャメロン、ヘレ・トーニング＝シュミットの3人は、トーニング＝シュミットの携帯電話を使用して自分撮りを行ったが、これに対して批判が起きた。トーニング＝シュミットは批判に対して、「その日はたくさんの写真が撮られ、私は少し楽しいと感じていました。恐らく、各国の元首や首脳と会う他の人々も楽しんでいたと思います」と述べている。

#### ズマ大統領へのブーイング
追悼式の最中、ズマに対して数度に渡りブーイングが起きる騒ぎがあった。報道によると、ブーイングはアパルトヘイト撤廃後も黒人層の貧困問題が解決していないことに対するズマ率いるアフリカ民族会議への不満や、ズマが私邸を改修するために2,000万ドルの費用を投じたことへの反発に原因があると指摘している。

### 遺体の一般公開
マンデラの遺体は12月11日から13日にかけてプレトリアのユニオンビルに安置され、3日間で約10万人がマンデラの遺体と別れを交わした。最終日には人々を収容し切れず、数千人がユニオンビルから退去させられた。マンデラの孫マンドラ・マンデラは、成人した男性家族が埋葬までの間遺体の側に留まることを求めるテムブ人の伝統に則り、3日間祖父の遺体の側を離れなかった。

### 国葬

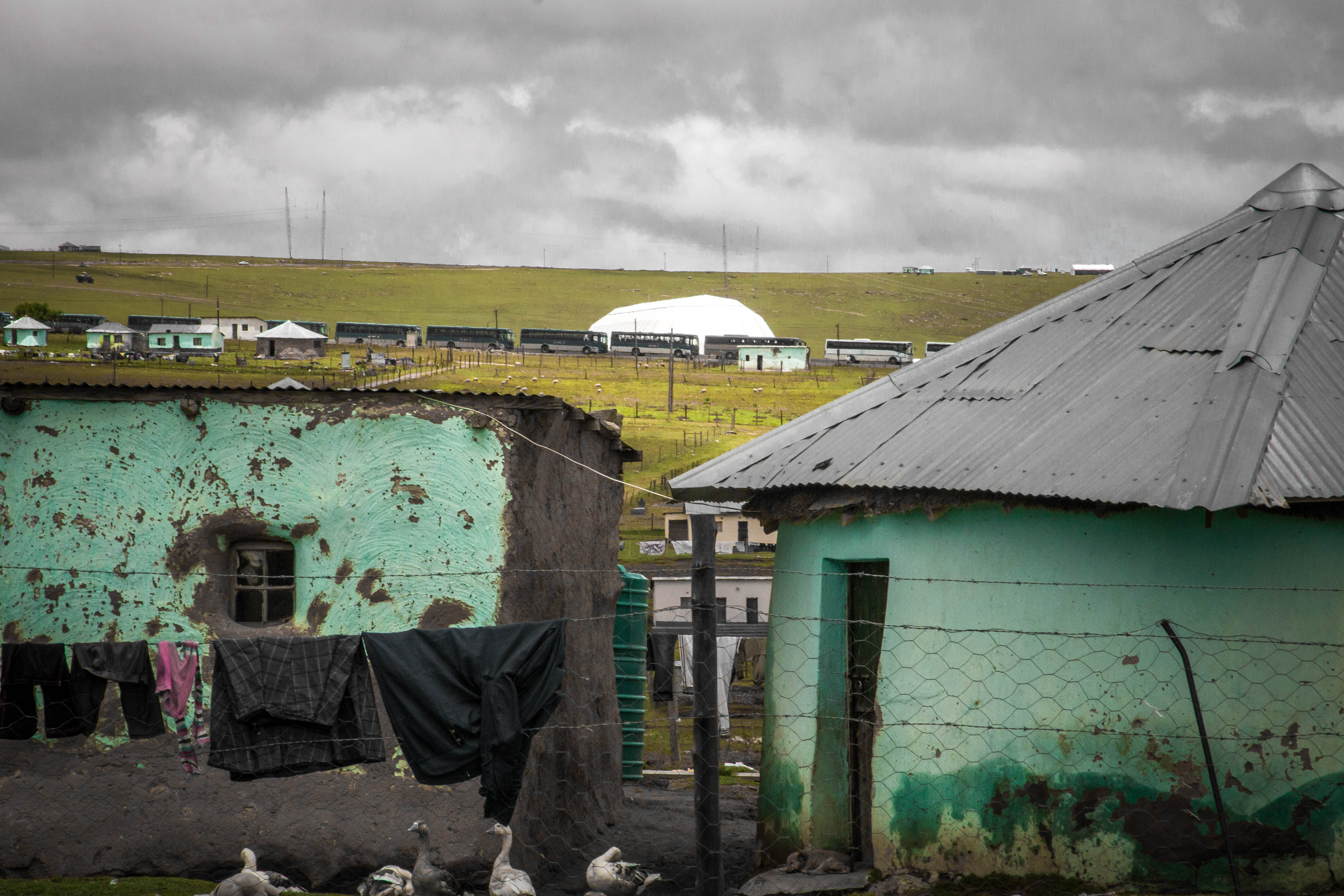
国葬が執り行われたテント（写真奥）

12月15日に東ケープ州クヌでマンデラの国葬が執り行われた。国葬はテントの中で開催され、各国の首脳や政府高官など4,500人が出席した。テントの中はテレビ中継される予定だったが、マンデラの遺族の要請で、事前に撮影と放送が中止されている。代わりに、式場の周辺にスクリーンが設置され、テントの外の様子が流されることになった。マンデラの埋葬には遺族や南ア政府高官の他、事前に選ばれた450人が立ち会った。埋葬の直前、マンデラには21発の弔砲とミッシングマン・フォーメーションが贈られた。

## その他の追悼行事
ケープタウン市長パトリシア・ド・リールは、12月8日にマンデラを悼む追悼行事をグランド・パレードで開催することを発表した。また、11日にはケープタウン・スタジアムで無料のトリビュート・コンサートが開催された。同日にはアブダビ市でマンデラを偲ぶ追悼行事が開催され、ワシントンD.C.のワシントン大聖堂でも追悼行事が行われた。
2014年初頭、エリザベス2世はウェストミンスター寺院でマンデラを悼む祈りを捧げた。

## 各国の反応

### 南アフリカ

#### 政治家

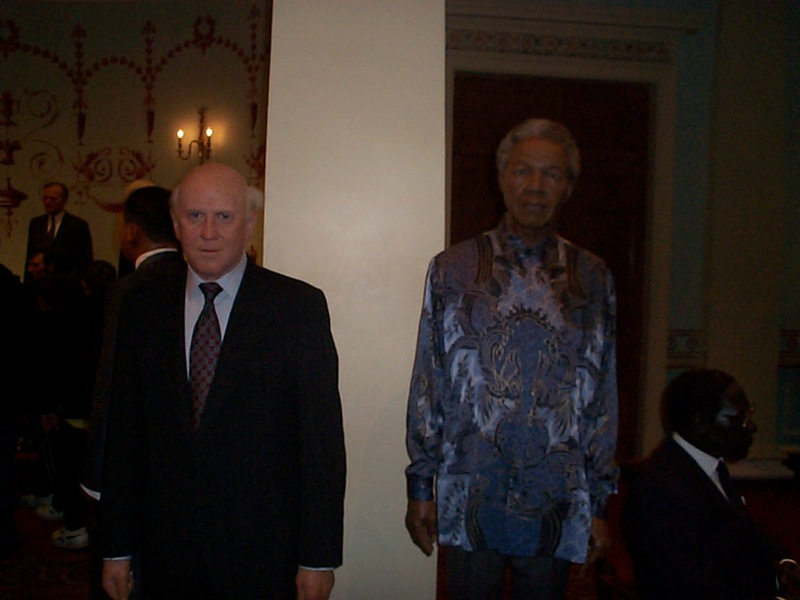
マンデラとデクラーク

- 大統領ジェイコブ・ズマは、「私たちの国は偉大な息子を失い、国民は父を失った。この日が来ることは分かっていましたが、この深刻な喪失感を拭い去ることはできません」と述べた[53]。
- マンデラと共にアパルトヘイト廃止を主導した元大統領・元副大統領フレデリック・ウィレム・デクラークは、「彼は偉大な統一者であり、それゆえにこそ特別な男でした。人種の和解に重点を置いたのは、彼の最大の遺産です」とコメントを発表した[54]。
- 副大統領カレマ・モトランテは、「世界の中で、彼の名前は進化しました。ネルソン・マンデラの名前は歴史上の賢人の象徴となりました」と述べた[55]。
- 西ケープ州首相ヘレン・ツィレは、「私たちは全て南アフリカの家族です。そして、帰属の感覚を与えてくれたのはマディバです。これは、彼の遺産です」と述べた[56]。

#### 聖職者・活動家
- ケープタウン大主教タボ・マクゴバ（英語版）は、「彼は世界中の国と人類への奉仕の基準を示し、私たちが市民あるいは閣僚や大統領であっても、私たち全員に、人類同胞のためにもっと役に立つよう、コミュニティの改善に貢献するよう呼びかけ続けています」と述べ、マンデラへの祈りを捧げた[57]。
- 元ケープタウン大主教デズモンド・ムピロ・ツツは、「彼は個人の行動で人種と階級を超越した。彼の暖かさと他者に耳を傾ける姿勢によって、彼はアフリカとアフリカ人に対する他者の信仰を回復させた」とコメントを発表した[58]。
- 元大統領タボ・ムベキの母で、反アパルトヘイト活動家だったエピネッテ・ムベキ（英語版）は、「彼は死んだのではなく、眠りに着いたのです」と述べ、南アフリカ国民はマンデラの生涯を祝福するべきだとコメントした[59]。
- 反アパルトヘイト運動家だった弁護士ジョージ・ビーゾス（英語版）は、「彼は歴史の中で、人種の違いを暴力を使わずに解決できることを証明した」とコメントを発表した[58]。

### アフリカ
- アルジェリア - 大統領アブデルアジズ・ブーテフリカは、「アルジェリア国民と政府を代表して、南アフリカの人々に深い哀悼の意と同情を伝えます。ネルソン・マンデラは南アフリカの歴史の一部になりました。私たちが彼に贈る最大の賛辞は、アフリカのルネサンスを継続することです」と声明を発表し、8日間半旗を掲げることを決定した[60][61]。
- ボツワナ - 大統領イアン・カーマは、マンデラの「完璧な信念と、自由と正義と平等の基本原則への確実なコミットメント」を称賛し、「彼の強い道徳的立場と、あらゆる人種の苦しみに対する深い不寛容は、これまでもこれからも人を鼓舞し続けるだろう」と声明を発表した[62]。
- エジプト - 外務大臣ナビル・ファーミー（英語版）は、「マンデラの功績は国境を超え、全世界にとって誇りの源泉となった」と声明を発表した[63]。
- ギニア - 大統領アルファ・コンデは、「彼は偉大なバオバブの木です。誰もが無敵の木の下に助けを求めます。この木がなくなった今、私たちは丸裸なのです」と声明を発表し、ネルソンの功績を讃えた[64]。
- ケニア - 大統領ウフル・ケニヤッタは3日間半旗を掲げるように指示し、「マンデラは自由人としてアフリカ解放のために戦った。それは政治的なものだけではなく病気や貧困、教育の欠如といった現代生活の病との戦いです」と声明を発表した[65]。
- マラウイ - 大統領ジョイス・バンダは、マンデラの死は「南アフリカと世界にとっての損失」であり、「全てのアフリカ人はマディバからインスピレーションを得ている」と述べ、生前のマンデラと会えたことに感謝を表明した[66]。
- モーリシャス - 首相ナヴィン・ラングーラムは、「マンデラの名前は人類の良心の中で永遠に残る名前です。彼は和解と謙虚の象徴であり、アフリカのマハトマ・ガンディーでした」と声明を発表した[67]。
- ナミビア - 大統領ヒフィケプニェ・ポハンバはウィントフックの南アフリカ大使館を訪れ哀悼の意を表し、同時にマンデラとナミビア国民の絆を語り、敬意を表した[68]。
- ナイジェリア - 大統領グッドラック・ジョナサンは、「彼は偉大な解放者、勇敢で賢明な思いやりのある指導者、そして民主主義の真の象徴として、全人類から尊敬されます」と声明を発表した[69]。
- ルワンダ - 大統領ポール・カガメは議会で「彼は私たちの心の中に生き続けます」と述べた後、数分間黙祷を捧げた[70]。
- セネガル - 大統領マッキー・サルは、「現代のアフリカで最大の巨人を失いました。マンデラは私たちに勇気と強さ、そして許しを教えてくれました」と声明を発表した[71]。
- ソマリア - 大統領ハッサン・シェイク・モハムドは、「ネルソン・マンデラは世界の人々の生活に大きな影響を与えました」と声明を発表した[72]。
- スワジランド - 国王ムスワティ3世は、マンデラを「傑出した知恵、道徳、霊的な位格を持つ指導者」と讃える声明を発表した[73]。
- タンザニア - 大統領ジャカヤ・キクウェテは3日間の服喪期間を設け、「マンデラは人類がどのように生きるべきか例を示した」と声明を発表した[74]。
- ザンビア - 大統領マイケル・サタは、「アフリカの大地が生んだ真の息子の喪失に耐えられるよう、全能の神が残された家族たちに大いなる慈悲と慰め、勇気を与えてくれることを祈ります」と声明を発表した[75]。
- ジンバブエ - 大統領ロバート・ムガベは、「ネルソン・マンデラの政治活動の功績は永遠に残り続けます。彼は抑圧された人々の解放者であるだけではなく、謙虚で思いやりのある指導者として彼の国民のために無私の献身を捧げました」と声明を発表した[76]。

### アジア
- アゼルバイジャン - 大統領イルハム・アリエフは、「南アフリカ国民の偉大な太陽、反アパルトヘイト運動の指導者であるノーベル平和賞受賞ネルソン・マンデラの死を深く悼みます。アゼルバイジャン国民を代表して、ズマ大統領、彼の遺族、南アフリカ国民に深い哀悼の意を表します」と記した書簡をズマに送った[77]。
- バングラデシュ - 大統領アブドゥル・ハーミドは、「マンデラの戦いの日々は永く記憶されることでしょう」と声明を発表した[78]。
- ブルネイ - 国王ハサナル・ボルキアは、「マンデラは南アフリカの人々だけではなく、勇気と希望と道徳的な力の象徴として世界の人々に記憶されることでしょう」と記した書簡をズマに送った[79]。
- カンボジア - カンボジア政府は、「自由と民主主義における優れた指導者」と声明を発表した[80]。
- 中国 - 国家主席習近平は、「世界的に有名な政治家の死に対し、哀悼の意を表明する」と声明を発表した[81]。
- 東ティモール - 首相シャナナ・グスマンは、「マンデラの人々への献身は忘れられることはありません。彼の楽観主義は、インドネシアによる残忍な所業の中で、私に影響を与えました。彼は冷戦の悲劇の中で、世界の指導者たちに道徳的な指針を示しました」と声明を発表した[82]。
- インド - 大統領プラナブ・ムカルジーは、「マンデラは政治家であり、世界の指導者であり、人類のための象徴でもありました」と声明を発表した[83]。
- インドネシア - 大統領スシロ・バンバン・ユドヨノは、マンデラの死に哀悼の意を表し、彼のアパルトヘイト撤廃を称賛した[84]。
- イスラエル - 首相ベンヤミン・ネタニヤフは、「マンデラは私たちの時代の最も尊敬すべき人物の一人」と声明を発表した[85]。
- イラン - 大統領ハサン・ロウハーニーは、「彼はアフリカだけではなく、世界の自由と平等を信じていました。彼の聖なる目標のために、彼は多くのものを犠牲にしました。彼は投獄され、解放後は彼の道徳を政治に結び付け、彼の敵を許した英雄でした」と記した書簡をズマに送った[86]。
- 日本 - 内閣総理大臣安倍晋三は、「アパルトヘイト撤廃のため強い意志を持って戦い抜き、国づくりにあたっては国民和解を中心に据えて大きな成果を挙げた偉大な指導者だ。心からご冥福をお祈りする」と声明を発表した[87]。
- カザフスタン - 大統領ヌルスルタン・ナザルバエフは、「マンデラ大統領は差別やアパルトヘイトとの戦いに生涯を捧げ、新たな民主国家の礎を築いた人物です。彼は自由のために戦う人に希望を与えました。彼は人民解放と独立の象徴として記憶されるでしょう」と弔電を送った[88]。
- レバノン - 大統領ミシェル・スライマーンは、「マンデラは人種差別と貧困を排除するために戦い、平等と和解を成し遂げた」と記した書簡を送った[89]。
- 北朝鮮 - 最高人民会議常任委員長金永南は、最高指導者金正恩の名の下に哀悼の意を表し、マンデラの人種主義と民主主義のための戦いを称賛した[90]。
- 韓国 - 大統領朴槿恵は、「アパルトヘイトに平和的な終焉をもたらし、南アフリカで社会正義と民主主義を確立した偉大な政治家の逝去に深い同情を示す」と声明を発表した[91][92][93]。
- パキスタン - 大統領マムヌーン・フセインと首相ナワーズ・シャリーフは哀悼の意を表し、「社会の差別的姿勢に対するネルソン・マンデラの戦いは、世界中で尊敬されている」と声明を発表した[94]。
- フィリピン - 大統領ベニグノ・アキノ3世は、「フィリピン人全員を代表して、彼の遺族と南アフリカ国民、平和と親善に尽くした偉大な人物の逝去に悲しむ全ての男女に哀悼の意を表します」と声明を発表した[95]。
- シンガポール - 首相リー・シェンロンは、「彼は人間性、勇気、そして生涯にわたる自由のための戦いで、何百万という人々にインスピレーションを与えました」と声明を発表した[96]。
- シリア - 大統領バッシャール・アル＝アサドは、「彼の闘争の歴史は、迫害者や侵略者が最終的に敗北するという教訓を残しました。彼は世界中の弱い人々に希望を与えている」と声明を発表した[97]。
- タイ - 国王ラーマ9世は、「王妃と私は、マンデラ元大統領の死を知り、深い悲しみに包まれています」と記した書簡を送った[98]。
- トルコ - 大統領アブドゥラー・ギュルは、「彼は政治家としてだけではなく、人権の擁護者としても偉大な人物でした。彼は自分の国の人種差別を終わらせました。彼の損失に深い悲しみを感じます」と声明を発表した[99]。
- トルクメニスタン - 大統領グルバングル・ベルディムハメドフは、「彼は海外でも、人類全体に勇気を与えています。私は、彼の思い出が現在と未来の人々の心に残ることを確信しています」と弔電を送った[100]。
- ベトナム - 国家主席チュオン・タン・サンは、マンデラの死を悼む声明を発表した[101]。

### ヨーロッパ
- ブルガリア - 外務大臣クリスティアン・ヴィゲニン（英語版）は、「マンデラは南アフリカと人類の歴史の中で、輝かしい痕跡を残しました」と声明を発表した[102]。
- ベルギー - 首相エリオ・ディルポは、「彼は何百万人の心に残り続けます」と声明を発表した[103]。
- チェコ - 首相イジー・ルスノクは、「彼は南アフリカの著名な政治家であるだけではなく、時代を勇気付ける世界のリーダーでした。彼は人種差別と不公平の戦いを具現化しました」と声明を発表した[104]。
- コソボ - 大統領アティフェテ・ヤヒヤガは、「彼は自由、民主主義、平和、和解の追求に永遠に影響を与え続けることでしょう」と声明を発表した[105]。
- デンマーク - 首相ヘレ・トーニング＝シュミットは、「世界の抑圧と不公正に対する希望でした。彼の理念と行動は、世界の正義と人権の戦いにおいて、永遠に役立ちます」と声明を発表した[106]。
- フィンランド - 大統領サウリ・ニーニストは、「フィンランド人と世界は、マンデラの平和、人権、民主主義への貢献を忘れません」と記した書簡を送った[107]。
- フランス - 大統領フランソワ・オランドは、「マンデラのメッセージは死にません。自由の戦士を鼓舞し、普遍的な権利を守る人々に自信を与え続けます」と声明を発表した[108]。
- ギリシャ - 首相アントニス・サマラスは、「国際社会全体が、近代史上に偉大な1ページを刻んだ英雄の死を悲しんでいます。彼は人間の尊厳、平等と自由のためのより良い公平な世界のための戦いの象徴でした。ギリシャ人は永遠に彼を忘れないでしょう」と声明を発表した[109]。
- ハンガリー - 首相オルバーン・ヴィクトルは、マンデラの戦いはハンガリー共産独裁政権に対抗する人々に影響を与えたことを強調した[110]。
- アイルランド - 首相エンダ・ケニーは、「今日、素晴らしい光が消えた。トランスカイの少年は旅を終え、彼の旅は南アフリカだけではなく人類を大きく変えた」と声明を発表した[111]。
- モナコ - モナコ公室は、「彼は和解の象徴であり、勇気と無私と寛大さを以て歴史の変えた偉大な人物」と声明を発表した[112]。
- ノルウェー - 首相エルナ・ソルベルグは、「彼は世界中のリーダーだった。彼は私たちの希望であり、自由と民主主義の象徴でした。私たちは、彼のアパルトヘイトとの戦いと和解、貧困とエイズとの戦いにおける貢献を忘れません」と声明を発表した[113]。
- ルーマニア - 首相ヴィクトル・ポンタは、「マンデラは困難な努力と自己犠牲によって、人種や肌の色による差異がないことを証明した偉大な自由の戦士として歴史に残るでしょう」と声明を発表した[114]。
- ロシア - 大統領ウラジーミル・プーチンは、「彼は困難な苦しみに耐え忍び、生涯の終焉まで人道主義と正義の信念に忠実だった」と声明を発表した[115]。
- セルビア - トミスラヴ・ニコリッチは、「セルビア国民は、偉大な指導者、政治家、そしてアフリカの息子の死に哀悼の意を表します」と声明を発表し、全政府機関と各国大使館に半旗を掲げるように指示した[116]。
- スロバキア - 大統領イヴァン・ガシュパロヴィッチは、「アフリカのガンディーが旅立ちました」と声明を発表した[117]。
- スペイン - 国王フアン・カルロス1世は、「マンデラは常に英雄的な自己犠牲を行使してきました」と声明を発表した[118]。
- スウェーデン - 首相フレドリック・ラインフェルトは、「ネルソン・マンデラは世界を変えた人物でした。彼は人間同士の平等を強く信じ、また和解に繋げる優れた能力を有していました。彼は他者が復讐を望んだ時も和解を選び、新しい南アフリカを創造し、世界の人々に模範を示しました」と声明を発表した[119]。
- ウクライナ - 大統領ヴィクトル・ヤヌコーヴィチは、「彼は多くの世代に強靭な人格を示しました」と声明を発表した[120]。
- イギリス - 首相デーヴィッド・キャメロンは、Twitterで「彼は私たちの時代の英雄」とツイートし、世界で最初に弔意を表明した政治指導者の一人だった[121]。
- バチカン - 教皇フランシスコは、「彼の全ての家族と政府の皆様に祈りを捧げます。私は主に、彼の喪失を悼む全ての人々の慰めを求めます。ネルソン・マンデラが南アフリカ国民の人間の尊厳を促進し、非暴力、和解、真実の確固たる基盤を築き、新たな南アフリカを作ったことに敬意を表します。これを以て、私は南アフリカの全ての人々を"神の平和と繁栄の賜物"と呼びます」と声明を発表した[122]。

### 北アメリカ

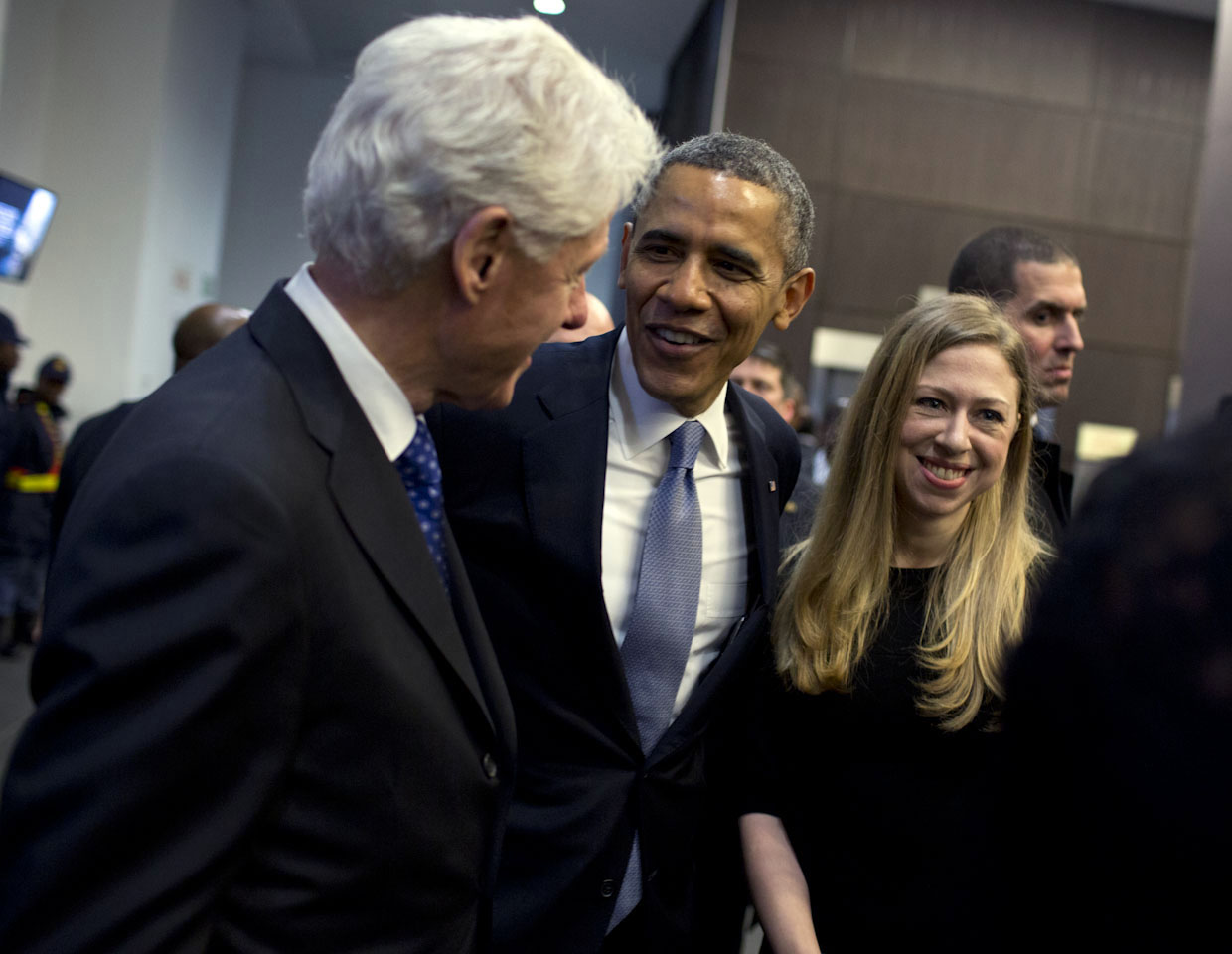
追悼式に出席するオバマとクリントン父娘

- アメリカ合衆国 - 大統領バラク・オバマは4分半の演説を行い、「私は、ネルソン・マンデラの人生からインスピレーションを得た何百万の人々の一人です。彼が刑務所から解放された日は、人間に何ができるのかを示してくれました」と述べた[123]。
- アンティグア・バーブーダ - 首相ボールドウィン・スペンサーは、「私は、彼の他者のために尽くす姿勢に大きく影響されました」と声明を発表した[124]。
- バハマ - 首相ペリー・クリスティーは、「彼は、この惑星の全ての人々にとって、自由、平等、人間の尊厳、道徳的真実を追求するために個人を犠牲にした美徳の人物でした」と声明を発表した[125]。
- ベリーズ - 首相ディーン・バーロウは、「アパルトヘイトへの報復なしに南アフリカを統治したマンデラは、想像を絶する自己犠牲と強さを示しています」と声明を発表した[126]。
- カナダ - 首相スティーヴン・ハーパーは、「ネルソン・マンデラの死により、世界は道徳的指導者を失いました。彼は謙虚さを以て、人々が時代を変える方法を模索しました。私はカナダ政府と国民を代表して、彼の家族と南アフリカ国民に哀悼の意を表します」と声明を発表した[127]。
- コスタリカ - 大統領ラウラ・チンチージャは、「世界はマンデラの旅立ちを嘆いています。私たちの国と世界は、現代史の最も偉大な人物の死に直面しています」と声明を発表した[128]。
- キューバ - 国家評議会議長ラウル・カストロは、「私たちの国への彼の友情のために、彼に対する深い尊敬と称賛を送ります」と声明を発表した[129]。
- ドミニカ共和国 - 大統領ダニロ・メディナ（英語版）は、「人種差別撲滅の指導者の死に哀悼の意を表する」と弔電を送った[130]。
- グレナダ - 首相キース・ミッチェルは、「マンデラは、恐らく20世紀最大の公人です。彼の永遠の遺産は人々のための許し、和解、尊重に関するものです。純粋な道徳的理念を通じて、彼は政治を超越してあらゆる人々に影響を与えました」と声明を発表した[124]。
- グアテマラ - 大統領オットー・ペレス・モリーナは、「彼は全ての自由人の先達です」と声明を発表した[131]。
- ハイチ - 首相ローレンツ・ラモス（英語版）は、「ハイチは、この偉大な指導者を決して忘れないでしょう」と声明を発表した[132]。
- ジャマイカ - 首相ポーシャ・シンプソン＝ミラーは、「彼が人類史上最も偉大な人物だったことは間違いありません」と声明を発表した[133]。
- メキシコ - 大統領エンリケ・ペーニャ・ニエトは、「人類は到達不可能な平和、自由、平等の戦士を失いました」と声明を発表した[134]。
- ニカラグア - 大統領ダニエル・オルテガは3日間の服喪期間を設け、「世界は偉大な人物、神話、伝説、アフリカと人類の遺産に別れを告げます。ネルソン・マンデラは平和、兄弟姉妹、そして人間の尊厳のために苦しむ日々を送りました」と声明を発表した[128]。

### 南アメリカ
- アルゼンチン - 大統領クリスティーナ・フェルナンデス・デ・キルチネルは、「彼は南アフリカの民主化のために不可欠な戦士だった」と声明を発表した[135]。
- ボリビア - 大統領エボ・モラレスは哀悼の意を表明し、議会はマンデラのために黙祷を捧げた[136]。
- ブラジル - 大統領ジルマ・ルセフは、「マンデラは20世紀最大の人格者であり、現代史における人類解放の最も重要な過程の一つであるアパルトヘイト撤廃を成し遂げました」と声明を発表した[137]。
- チリ - 大統領セバスティアン・ピニェラは、「マンデラは南アフリカの平和のために力を尽くした」と声明を発表した[138]。
- コロンビア - 大統領フアン・マヌエル・サントスは、Twitterで「マンデラの遺産は平和のためのガイドとして残る」とツイートした[139]。
- ベネズエラ - 大統領ニコラス・マドゥロは3日間の服喪期間を設け、Twitterで「司令官（ウゴ・チャベス）の死から9か月、世界からもう一人の巨人が亡くなりました。あなたは永遠に生き続けるでしょう!」とツイートした[140]。

### オセアニア
- オーストラリア - 首相トニー・アボットは、「マンデラはアフリカの偉大な人物の一人であり、恐らくは世紀の偉人でもあります。彼は政治家としてだけではなく、道徳的リーダーとしても記憶されるでしょう」と声明を発表した[141]。
- フィジー - 首相フランク・バイニマラマは、「南アフリカの人々が偉大な男の喪失を嘆くように、フィジー人も同じ気持ちです。彼は南アフリカの指導者であるだけでなく、世界の人々に勇気、礼儀、無私の心を示しました。彼は真に愛され、私たちは決して彼を忘れません」と声明を発表した[142]。
- ニュージーランド - 首相ジョン・キーは、「マンデラは卓越した男です。南アフリカだけではなく世界を変革する力を持っていました」と声明を発表した[143]。
- パプアニューギニア - 首相ピーター・オニールは、「彼は非民主的なアパルトヘイト支配から短期間の間に堅固な民主主義の基礎を築きました」と声明を発表した[144]。

## 地域の反応
- サハラ・アラブ民主共和国 - 大統領ムハンマド・アブデルアズィーズは3日間の服喪期間を設け、「私たちは、20世紀の中で最もカリスマ性のある敬虔な政治家の死を悼む世界に加わります。彼は民族の解放者であり、自由で民主的な南アフリカ共和国の最初の大統領であるだけではなく、暴君と圧政に苦しむ世界の人々の中で、希望の旗と偉大なインスピレーションの源泉として生き続けます」と声明を発表した[145][146]。
- 中華民国（台湾） - 総統馬英九は、「英雄は死んだが、その精神は長く生き続けるでしょう。私たちは、南アフリカの人権の英雄マンデラを忘れることはできないでしょう」と声明を発表した[147]。
- チベット - 元首ダライ・ラマ14世は、「彼は勇気に溢れ、完全に疑いようがない偉大な人間でした。人は口々に"彼は有意義な人生を生きた"と言うことでしょう」と声明を発表した[148]。
- パレスチナ - 大統領マフムード・アッバースは、「彼は、私たちを支持する最も重要で人気がある人物であり、パレスチナ人は彼を忘れることはありません」と声明を発表し、同時に「パレスチナ人が自由を獲得しない限り、南アフリカの革命の目標は達成されない」と付け加えた[149][150]。
- 香港 - 行政長官梁振英は、「私たちは、彼の業績、犠牲、平和への追求心から、彼を偉大な人物と記憶しています。政府と香港の人々を代表して、彼の遺族に深い哀悼の意を表します」と声明を発表した[151]。

## 著名人の反応
- 『ウィニー 〜ネルソン・マンデラの妻として〜』でマンデラを演じた俳優デヴィッド・ヘアウッドはTwitterで、「彼のような人物には二度と出会うことはできません」とツイートした[152]。
- 『マンデラの名もなき看守』でマンデラを演じた俳優デニス・ヘイスバートは、「『マンデラの名もなき看守』への出演は、私の人生とキャリアの転機となりました。私たちはネルソン・マンデラが生きて、愛され、率いる時代に生きることを祝福されました。彼が自分の国のためにしたことは、この惑星の誰もが再び行うことができないでしょう」とコメントした[153]。
- 『マンデラ 自由への長い道』でマンデラを演じた俳優イドリス・エルバは、「ネルソン・マンデラの靴に足を入れ、人権を守った男を演じたことは大変な名誉でした。私の気持ちは彼の遺族と同じです」とコメントした[154]。
- 『インビクタス/負けざる者たち』でマンデラを演じた俳優モーガン・フリーマンは、「マディバはもう私たちと一緒にいないかもしれません。しかし、彼の旅は私と、そして私たち全員と共に続きます」とコメントした[155]。
- 『Winnie Mandela』でマンデラを演じた俳優テレンス・ハワードは、「マンデラはいなくなってしまったが、大きな愛と尊敬を覚えている限り、彼の精神は私たちと共にあります」とコメントした[156]。
- 『オプラ・ウィンフリー・ショー』の司会者だったオプラ・ウィンフリーは、「私の人生で最大の名誉の一つは、マンデラの家に招かれ、彼と私的な時間を過ごしたことです。彼は人々が聞いた通りの謙虚な人物で、そして冗談が好きな人物でした。彼は常に私のヒーローであり、その人生は私たち全員への贈り物です」とコメントした[157]。